# 잔장 공항
잔장 공항(중국어: 湛江机场, 영어: Zhanjiang Airport)은 중화인민공화국 광둥성 잔장 시 샤산 구에 있는 공항으로 잔장시팅국제공항(중국어: 湛江西厅国际机场)으로도 불리며, 1952년 세워졌다.

## 운항 노선
| 항공사                 | 목적지                                                   |
| ---------------------- | -------------------------------------------------------- |
| 중국국제항공           | 베이징, 항저우, 우한                                     |
| 차이나 익스프레스 항공 | 충칭, 주하이, 구이양                                     |
| 중국동방항공           | 쿤밍, 허페이, 상하이 (푸둥), 다롄, 난징                  |
| 상하이 항공            | 상하이 (푸둥)                                            |
| 하이난 항공            | 하이커우, 자난                                           |
| 중국남방항공           | 선전, 광저우                                             |
| 차이나 유나이티드 항공 | 포산                                                     |
| 칭다오 항공            | 푸저우, 칭다오                                           |
| 럭키 에어              | 간저우                                                   |
| 오케이 항공            | 톈진, 창사                                               |
| 선전 항공              | 선전, 후이저우                                           |
| 춘추항공               | 지예양, 상하이 (훙차오), 상하이 (푸둥), 난창, 선양, 닝보 |
| 톈진 항공              | 하이커우, 싼야, 구이양, 시안                             |
| 산둥항공               | 타이위안, 하얼빈                                         |
| 장시 항공              | 정저우                                                   |

## 같이 보기
- 중화인민공화국의 공항 목록